# Brobyværk Kro
Brobyværk Kro er en dansk landevejskro beliggende i Brobyværk i Faaborg-Midtfyn Kommune.

## Historie
Kroen kan føres tilbage til midten af 1600-tallet. Her valgte rigsmarsk Anders Bille at oprette våbenfabrikken Brobyværk. I forbindelse med etableringen af våbenværket byggede Bille også Brobyværk Kro.
Den første bygning på grunden blev brugt som spisesal for arbejderne på våbenværket. Bygningen havde et højt spir med en klokke, som man ringede med når medarbejderne skulle gå til og fra arbejdet.
Brobyværk Kro blev kongelig privilegeret landevejskro i 1732, og den originale tilladelse fra kongen eksisterer stadig.
Brobyværk Kro har været ejet af den samme familie siden 1918, hvor familien Jørgensen købte stedet af Brobygård. Jørgensen havde siden 1907 været forpagter af kroen. I 1911 gennemgik kroen en omfattende renovering. I 1988 tilbyggede man 14 værelser.
I februar 2020  købte lokal gartner, Claus Feldborg kroen.